# Truffaldino
Nella commedia Il servitore di due padroni di Carlo Goldoni, Truffaldino rappresenta il personaggio principale.

## Caratteristiche
Al centro della commedia, indispensabile fin dal titolo, c'è Truffaldino, il servo povero e tormentato dalla fame e dall'ingordigia, che lotta per sopravvivere e il cui scopo è servire per due per mangiare per quattro. Come dice lo stesso Goldoni nell'introduzione al lettore Truffaldino è un servitore sciocco e astuto allo stesso tempo: sciocco quando opera senza pensare, come nel caso in cui lacera la cambiale di Beatrice per mostrare al locandiere Brighella come servire le vivande in tavola; astuto quando agisce con malizia, come nel caso in cui si trova  a servire a tavola due padroni contemporaneamente. Truffaldino è a metà tra una maschera e un personaggio proprio perché la Commedia dell'Arte è il nuovo teatro goldoniano. Conserva della Commedia dell'Arte la vitalità, la riconoscibilità, la simpatia della maschera di Arlecchino; perdendo invece l'aspetto volgare di quella tradizione. Il teatro funziona esclusivamente su questa figura, a metà tra l'esagerazione del servo tradizionale e il fascino del galantuomo che evita di cadere nel grottesco.
L'attore più importante che indossò le vesti di questa maschera fu Antonio Sacco, il più celebre secondo Zanni del XVIII secolo. Fu il Truffaldino delle prime commedie di Goldoni. Con la riforma goldoniana le maschere lentamente scomparvero. Truffaldino e la sua compagnia emigrarono da Carlo Gozzi, dove recitarono sin dalla sua prima commedia L'amore delle tre melarance.

## Truffaldino moderno
Una delle più importanti versioni moderne del Servitore fu quella di Max Reinhardt, con Hermann Thimig come Truffaldino.
Nella versione del Servitore di Giorgio Strehler il personaggio cambia nome in Arlecchino, che viene impropriamente citato anche nel titolo Arlecchino servitore di due padroni. Questa commedia servì per inaugurare il Piccolo Teatro di Milano nel 1947.